# Sabá (Malásia)
Sabá (Sabah, em malaio) é segundo maior estado da Malásia, depois de Sarauaque, ambos localizados na porção setentrional da ilha de Bornéu. Limita com Sarauaque a sudoeste e com a província indonésia de Calimantã Oriental ao sul. As Filipinas mantêm uma reivindicação dormente sobre o território do estado. Sua capital é Kota Kinabalu.
O estado também é conhecido como Sabah, negeri di bawah bayu, "Sabá, terra abaixo do vento", por se encontrar imediatamente ao sul da região sujeita a tufões nas Filipinas.
Sabá exibe notável diversidade de etnia, cultura e idioma. O chefe de estado é o governador, também conhecido como Yang di-Pertua Negeri, enquanto o chefe de governo é o ministro-chefe. Sabá é dividido em cinco divisões administrativas e 27 distritos. Sabá possui abundantes recursos naturais e sua economia é fortemente orientada para a exportação. Suas principais exportações incluem petróleo, gás, madeira e óleo de palma. As outras grandes indústrias são agricultura e ecoturismo.